# Theridion hainenense
Theridion hainenense là một loài nhện trong họ Theridiidae.
Loài này thuộc chi Theridion. Theridion hainenense được Chuandian Zhu miêu tả năm 1998.